# Fontana Liri
Fontana Liri là một đô thị ở tỉnh Frosinone trong vùng Lazio, có vị trí cách khoảng 90 km về phía đông nam của Roma và khoảng 15 km về phía đông của Frosinone. Tại thời điểm ngày 31 tháng 12 năm 2004, đô thị này có dân số 3.127 người và diện tích là 16 km².
Fontana Liri giáp các đô thị: Arce, Arpino, Monte San Giovanni Campano, Rocca d'Arce, Santopadre.
The town is the birthplace of actor Marcello Mastroianni.